# 영주풀과
영주풀과(瀛州-科, 학명: Triuridaceae 트리우리다케아이[*])는 판다누스목의 과이다. 비교적 소수의 분류학자들을 통해 인정되어 왔다.
2003년의 APG 분류 체계는 외떡잎식물군에 속하는 판다누스목의 하위 과로 분류하였다. 1998년의 APG 분류 체계와는 변화가 일부 있었는데, 당시 분류는 특정 목에 할당하지 않고 외떡잎식물군으로 분류하였다. 1998년, Maas-van de Kamer와 T. Weustenfeld는 9개 속으로 구성되는 것으로 간주했다. Kupea속은 2003년에 기록되어, 영주풀과로 분류되었다.
8속 58종으로 이루어져 있으며, 가장 큰 속은 영주풀속(Sciaphila)이다.

## 하위 분류
- 영주풀속(Sciaphila Blume)
- Kihansia Cheek
- Kupea Cheek & S.A.Williams
- Lacandonia E.Martínez & Ramos
- Peltophyllum Gardner
- Soridium Miers
- Triuridopsis H.Maas & Maas
- Triuris Miers